# Schiavonesca
Die Schiavonesca, auch Spada schiavonesca (ital. slawisches Schwert), war ein Schwert meist in Form eines Anderthalbhänders, welches erstmals im Südosteuropa des späteren 14. Jahrhunderts auftauchte.

## Beschreibung

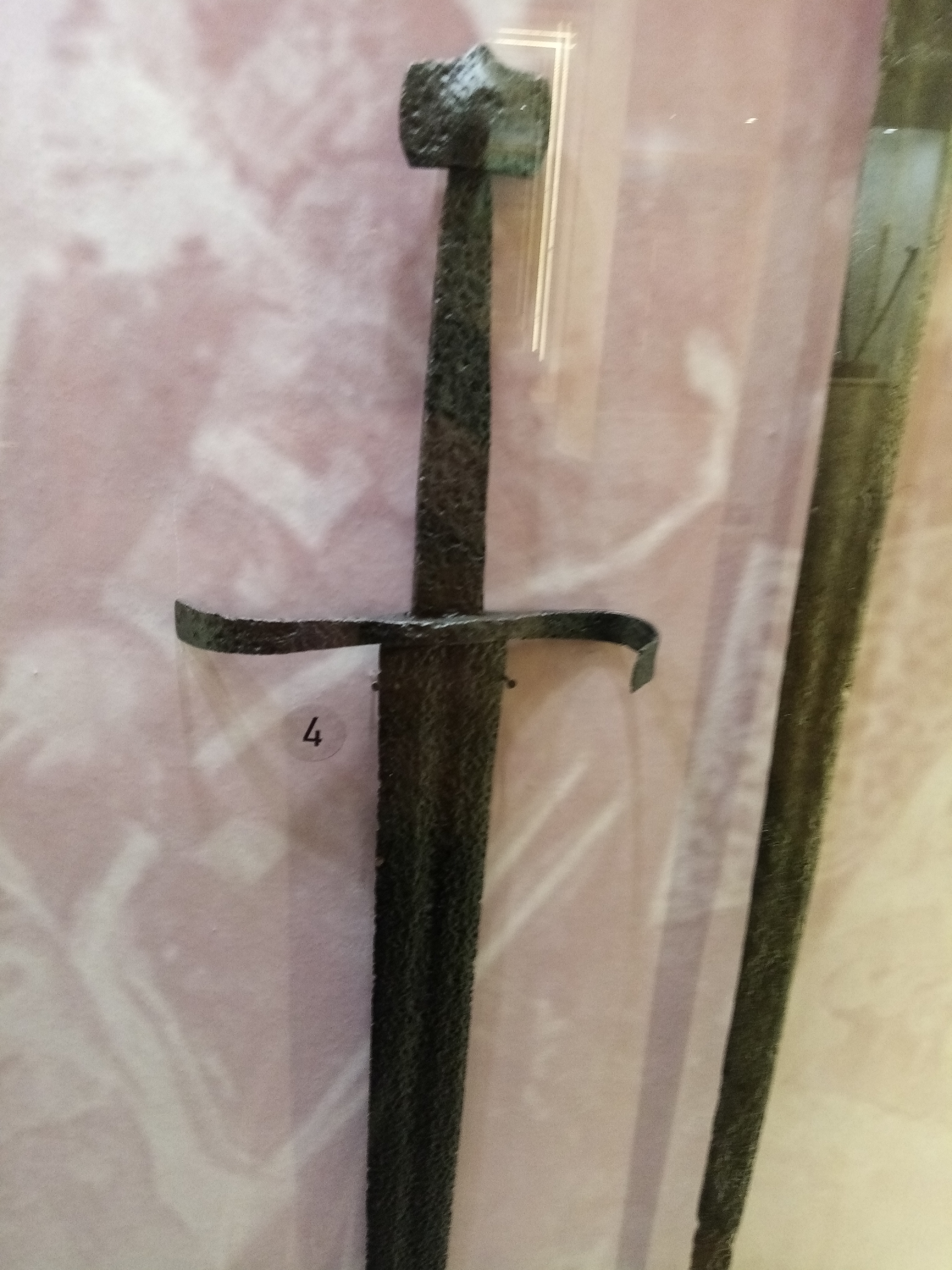
Die Schiavonesca

Als Merkmal hatte die Schiavonesca die Parierstange wie einen Haken in Form eines S, welche damit nicht nur wie gewöhnlich die Schläge des Gegners abfangen, sondern nach Möglichkeit die Klinge des Gegners einfangen und dessen Schwert entreißen bzw. zur Seite wegführen sollte. Die Technik soll aus Kämpfen mit den Osmanen und ihren Säbeln adaptiert worden sein. Die ältesten bekannten Modelle der Schiavonesca sind aus Serbien am Ende des 14. Jahrhunderts bekannt, die Schwerter waren aber ebenso in Byzanz und Ungarn verbreitet, womit eine genauere Herkunft dieser Schwerter ungeklärt bleibt. Im 15. Jahrhundert bringen albanische, griechische und slawische Söldner, die so genannten Dalmatiner, die u. a. auch die Garde für die Dogen bildeten, das Schwert nach Venedig, wo es seine heutige typische italienische Bezeichnung bekam. 